# Station Mortsel-Liersesteenweg
Station Mortsel-Liersesteenweg is een spoorweghalte langs spoorlijn 27 in de stad Mortsel.
Op deze plaats werd in 1932 een nieuw station Mortsel-Oude-God in gebruik genomen. Echter, door luid protest van treinreizigers en handelaars van de nabijgelegen Statielei, werd in 1936 langs spoorlijn 25 het station Mortsel-Oude-God gebouwd. De naam van het station langs lijn 27 werd gewijzigd in Mortsel-Liersesteenweg. Hoewel het station in 1939 werd gesloten, heeft het nog regelmatig dienstgedaan tijdens treinomleggingen bij werkzaamheden aan het spoor.
Het, nu afgebroken, stationsgebouw bevond zich langs een uitgraving waarin de sporen liggen. Het gebouw bevond zich op straatniveau boven op een betonnen plaat, die rust op heipalen. Via een aflopende weg hebben reizigers toegang tot het perron. Het (gesloopte) stationsgebouw had geen dienstwoning, wel een wachtzaal, loketten, een magazijn en toiletten.
Sinds de nieuwe dienstregeling in december 2008 is Mortsel-Liersesteenweg als stopplaats weer in de dienstregeling opgenomen.

## Treindienst
| Serie | Treinsoort             | Route                                                                                                | Bijzonderheden |
| ----- | ---------------------- | --- | --- |
| S 1   | S-trein Brussel (NMBS) | Charleroi-Centraal – /Nijvel – Brussel-Zuid – Mechelen – Mortsel-Liersesteenweg – Antwerpen-Centraal | Op zondag een deel Brussel-Noord - Nijvel en een deel Brussel-Zuid - Antwerpen-Centraal. Tijdens de week eerste en laatste ritten van/naar Charleroi-Centraal. |

## Galerij

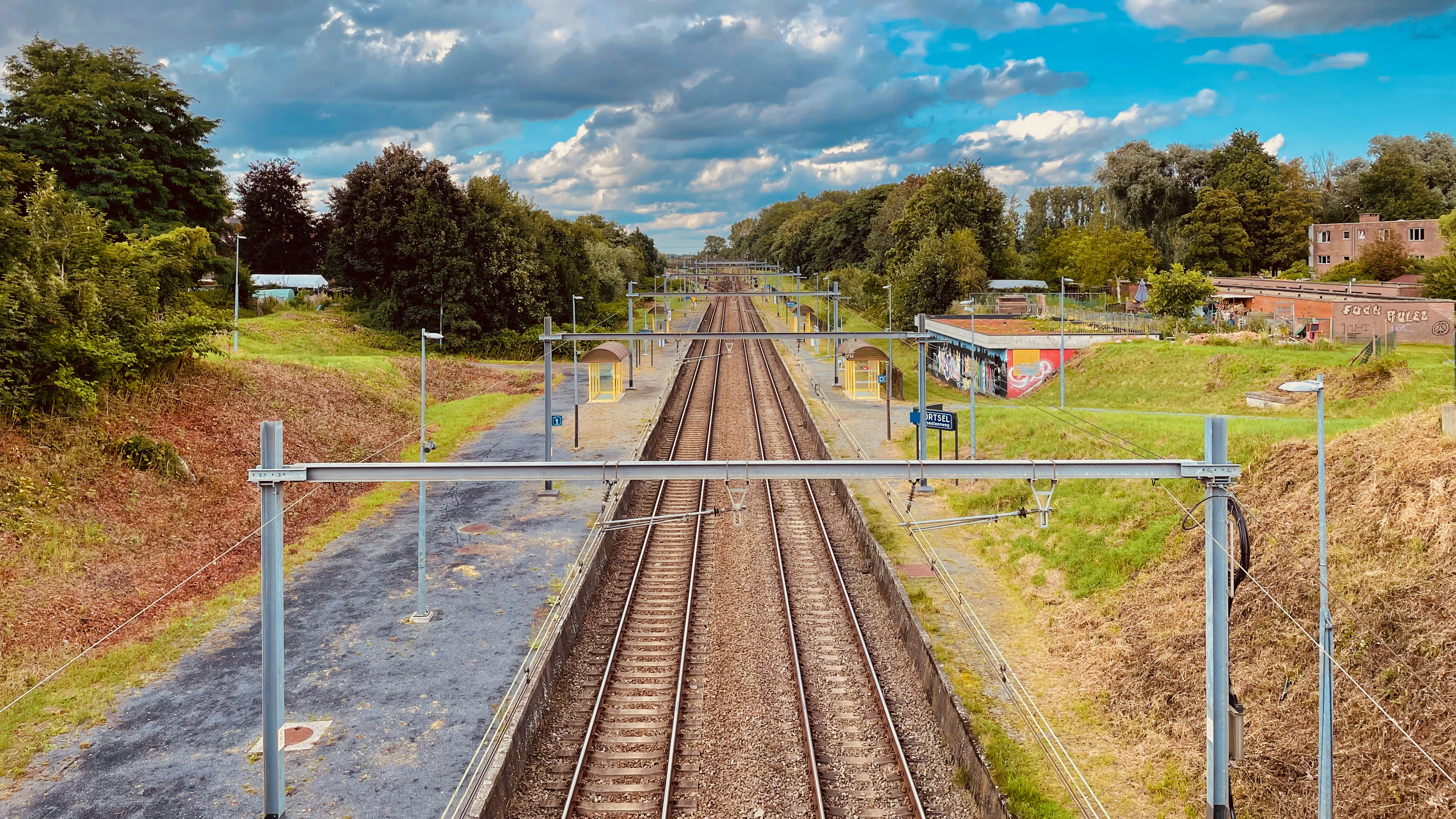
Zicht op de sporen
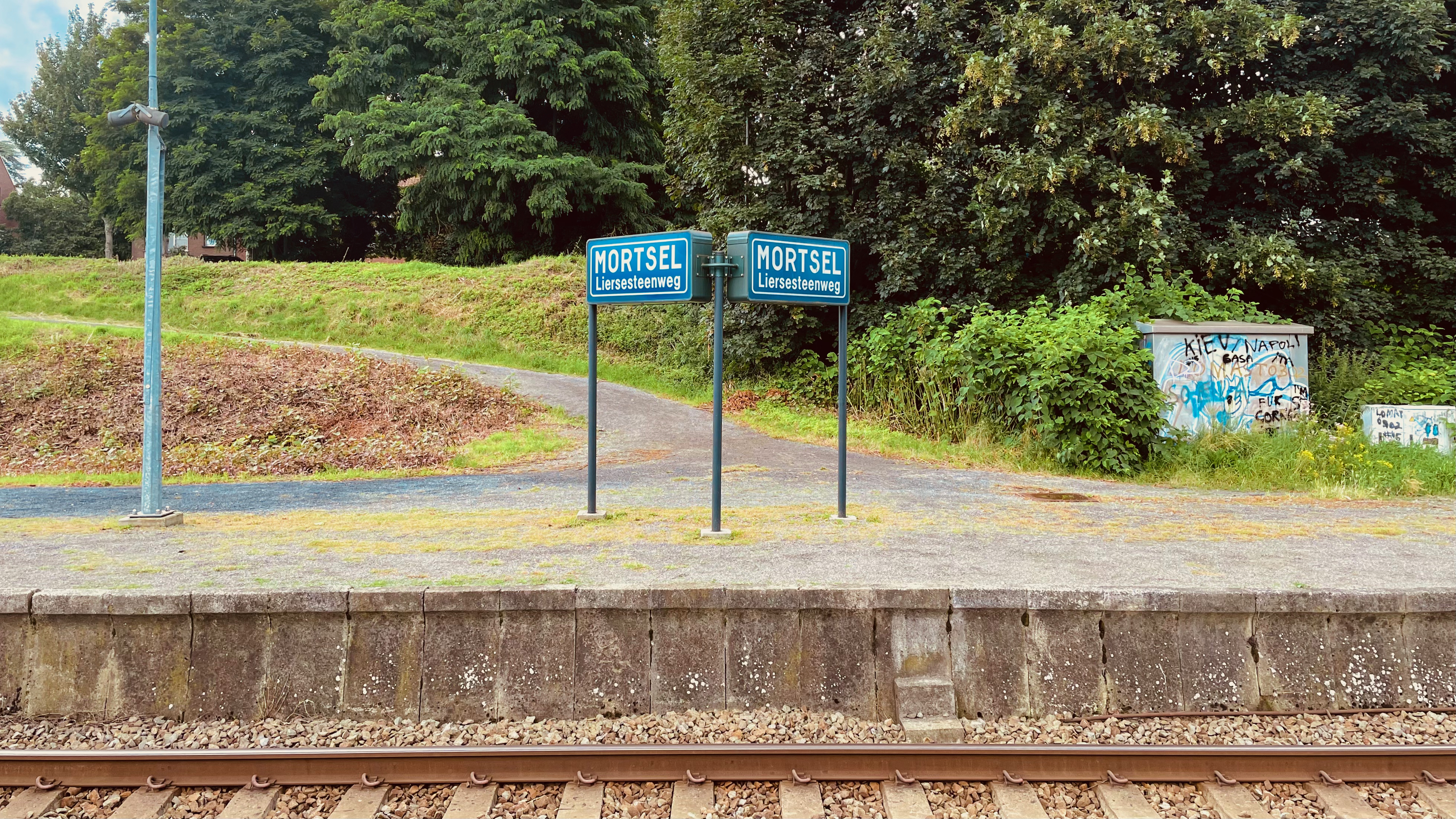
Plaatsnaambord
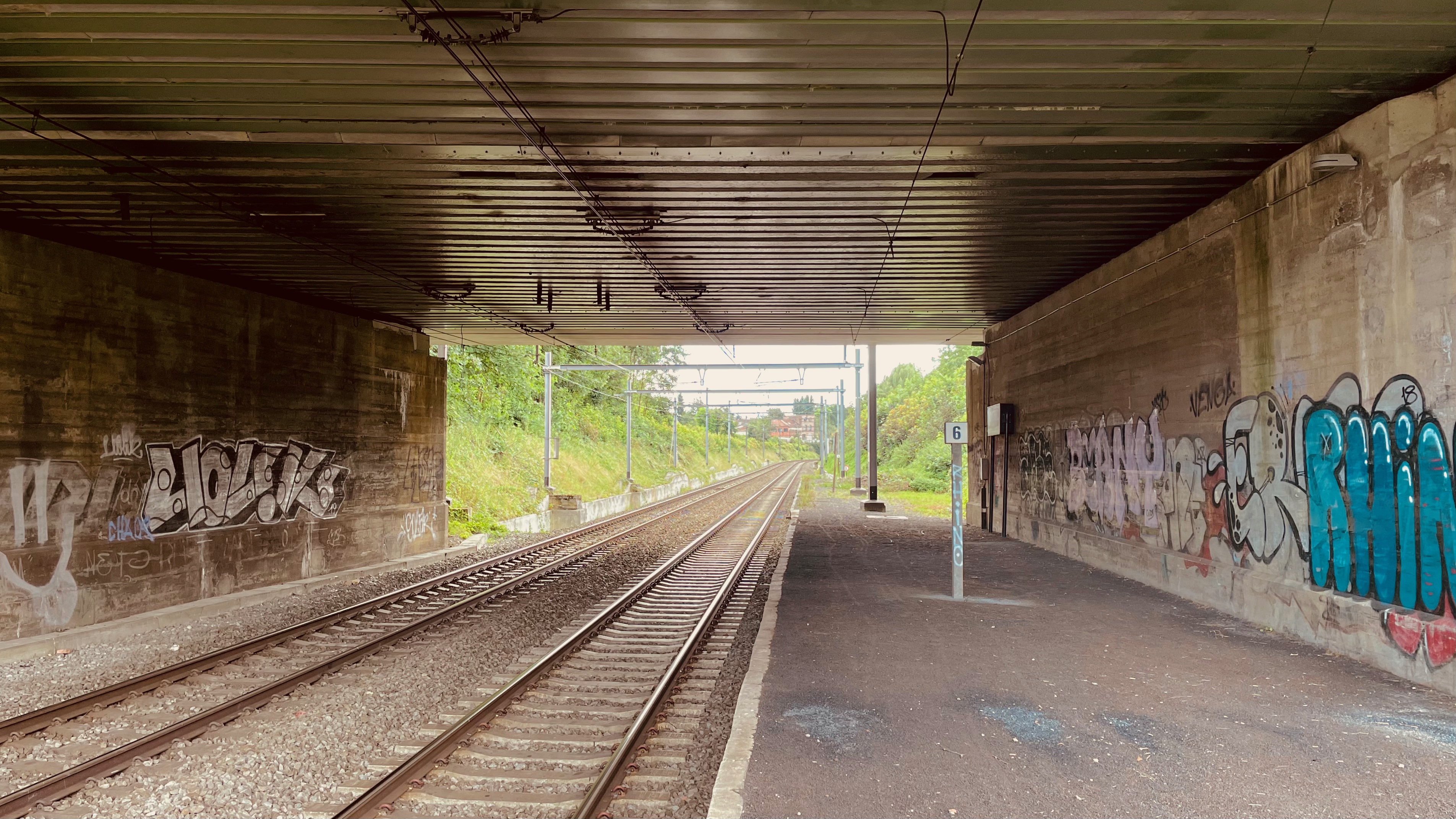
Brug over de sporen

## Reizigerstellingen
De grafiek en tabel geven het gemiddeld aantal instappende reizigers weer op een week-, zater- en zondag.
| Tabel: aantal instappende reizigers station Mortsel-Liersesteenweg | Tabel: aantal instappende reizigers station Mortsel-Liersesteenweg | Tabel: aantal instappende reizigers station Mortsel-Liersesteenweg | Tabel: aantal instappende reizigers station Mortsel-Liersesteenweg |
|                                                                    | Weekdag                                                            | Zaterdag                                                           | Zondag                                                             |
| ------------------------------------------------------------------ | ------------------------------------------------------------------ | ------------------------------------------------------------------ | ------------------------------------------------------------------ |
| 2009                                                               | 173                                                                | 1                                                                  | -                                                                  |
| 2010                                                               | -                                                                  | -                                                                  | -                                                                  |
| 2011                                                               | -                                                                  | -                                                                  | -                                                                  |
| 2012                                                               | 194                                                                | -                                                                  | -                                                                  |
| 2013                                                               | 194                                                                | -                                                                  | -                                                                  |
| 2014                                                               | 184                                                                | 1                                                                  | -                                                                  |
| 2015                                                               | 158                                                                | 5                                                                  | -                                                                  |
| 2016                                                               | 203                                                                | 5                                                                  | -                                                                  |
| 2017                                                               | 216                                                                | -                                                                  | -                                                                  |
| 2018                                                               | 196                                                                | 51                                                                 | 1                                                                  |
| 2019                                                               | 197                                                                | 45                                                                 | 1                                                                  |
| 2020                                                               | 118                                                                | 78                                                                 | 0                                                                  |
| 2021                                                               | -                                                                  | -                                                                  | -                                                                  |
| 2022                                                               | 251                                                                | 127                                                                | 1                                                                  |
| 2023                                                               | 205                                                                | 145                                                                | 1                                                                  |
| 2024                                                               | 198                                                                | 151                                                                | 2                                                                  |

Fort 3 · Fort 4 · Fort 5 · Krijgsbaan · Luithagen · Mortsel · Mortsel-Deurnesteenweg · Mortsel-Liersesteenweg · Mortsel-Oude-God
0,0: Brussel-Noord ·
2,4: Schaarbeek ·
7,2: Machelen ·
9,4: Vilvoorde ·
13,6: Eppegem ·
15,9: Weerde ·
19,5: Mechelen-Kanaal ·
20,4: Mechelen ·
22,0: Mechelen-Nekkerspoel ·
26,5: Sint-Katelijne-Waver ·
28,9: Duffel ·
33,8: Kontich-Lint ·
36,2: Hove ·
38,2: Mortsel-Liersesteenweg ·
39,8: Mortsel ·
41,8: Antwerpen-Berchem ·
43,8: Antwerpen-Centraal